# Aguiar da Beira
Aguiar da Beira est une ville et municipalité (en portugais : concelho ou município) du Portugal située dans le district de Guarda et la région Centre.

## Géographie
Aguiar da Beira est limitrophe :
- au nord, de Sernancelhe,
- à l'est, de Trancoso,

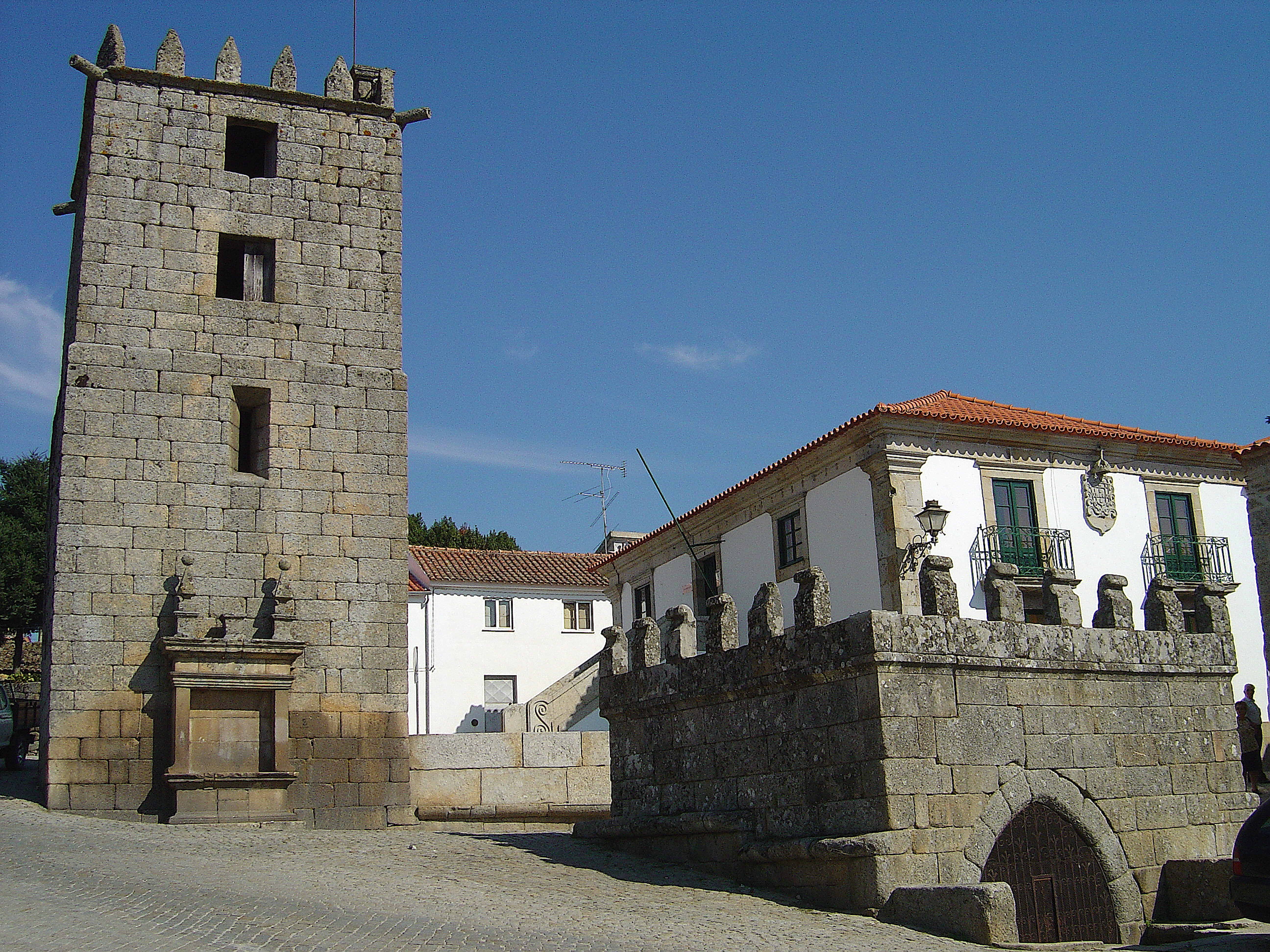
Aguiar da Beira

- au sud-est, de Fornos de Algodres,
- au sud-ouest, de Penalva do Castelo,
- à l'ouest, de Sátão.

## Histoire
La charte – foral, en portugais – de la municipalité a été octroyée en 1120 par Thérèse de León (1080-1130), comtesse régente de Portugal.

## Démographie
| 1801  | 1849  | 1900  | 1930  | 1960   | 1981  | 1991  | 2001  | 2004  |
| ----- | ----- | ----- | ----- | ------ | ----- | ----- | ----- | ----- |
| 3 292 | 6 759 | 8 466 | 8 545 | 10 215 | 7 285 | 6 725 | 6 247 | 6 270 |

| 2011  | 2021  | - | - | - | - | - | - | - |
| ----- | ----- | - | - | - | - | - | - | - |
| 5 473 | 5 231 | - | - | - | - | - | - | - |

## Jumelages
- Lisdoonvarna (Irlande) depuis le 11 octobre 1998

## Subdivisions
La municipalité d'Aguiar da Beira groupe 13 paroisses (freguesia, en portugais) :
- Aguiar da Beira
- Carapito
- Cortiçada
- Coruche
- Dornelas
- Eirado
- Forninhos
- Gradiz
- Pena Verde
- Pinheiro
- Sequeiros
- Souto de Aguiar da Beira
- Valverde